# Train Sim World
Train Sim World (TSW) ist eine Serie von Eisenbahnsimulationen für PC, Xbox One, Xbox Series, PlayStation 4 und PlayStation 5 des britischen Entwicklerstudios Dovetail Games, deren Basisspiel Train Sim World: CSX Heavy Haul am 16. März 2017 auf Steam veröffentlicht wurde. Das Spiel nutzt die Unreal Engine. Es ist Nachfolger der Zugsimulation Train Simulator.
Es besteht aus einem Basisspiel, das mit einigen Bahnstrecken und Lokomotiven als Downloadable Content (DLC) als Einzellizenz (kein Abonnement) angeboten wird. Weitere Bahnstrecken und Lokomotiven, aber auch Erweiterungen von Bahnstrecken können käuflich erworben werden. Letztendlich lässt sich in gewissen Abständen der Kauf einer neuen kostenpflichtigen Programmversion jedoch nicht umgehen, da alte Versionen nicht mehr weiter unterstützt werden („Pseudoabonnement“).

## Gameplay
Der Simulator unterscheidet sich von bisherigen Zugsimulationen, nämlich seinem Vorgänger Train Simulator, durch die Möglichkeit, sich frei in der Ego-Perspektive durch die Spielwelt zu bewegen. Grundlage ist ein dreidimensionales Modell der Bahnstrecke, der Lokomotiven samt Waggons, der Personen- und Güterbahnhöfe, der Über- und Unterführungen sowie teilweise dem Inneren der Bahnhofsgebäude. Es gibt vier verschiedene Spielmodi:
- Tutorien: Einführung in die Bedienung der Züge und die Spielsteuerung.
- Szenarien: Aufgaben, bei denen bestimmte vorgegebene eisenbahnbetriebliche Abläufe gemeistert werden müssen.
- Fahrplanmodus: 24-Stunden-Simulation, in der man nach Belieben die Steuerung der Züge übernehmen und sich frei bewegen kann.
- Reisen: Tutorien, Szenarien und der Fahrplanmodus übersichtlich aufgelistet. Zudem gibt es auch noch kleine Aufgaben.
- Zubegleiter-Modus: In diesem Modus fertig man den Zug bei Halt ab, sperrt und gibt Türen frei und kontrolliert Fahrkarten. Dies ist allerdings nur bei Zügen möglich, in denen auch in Realität Zugbegleiter den Zug abfertigen.

## Versionen
Versionen im eigentlichen Sinne gibt es nicht. Das Programm wird in regelmäßigen Abständen – meist 2 Wochen – über die jeweilige Spieleplattform mit Fehlerkorrekturen aber auch Weiterentwicklungen upgedatet. Die Unterscheidung in neue Programmversionen dient eher Marketing und wirtschaftlichen Überlegungen, um regelmäßig neben dem Verkauf von Zusatzinhalten Umsatz zu generieren. Teilweise werden nur neue Programmnamen verwendet, teilweise wird aber auch eine neue Programmversion mit neuer Installation verkauft. Erworbener Zusatzinhalt kann in der Regel weiter verwendet werden. TSW 2020 und älter kann nicht mehr gekauft, aber weiter verwendet werden. Lediglich die Zusatzinhalte (DLCs) sind noch zu kaufen.
Mit Train Sim World 5 hat sich ein Strategiewechsel ergeben. Das Basisspiel wurde befristet kostenlos angeboten, so dass ein Upgrade (allerdings in der Form einer Neuinstallation) auf die neueste Version kostenlos möglich war. Neuere DLCs sind unter den alten Versionen von Train Sim World nicht lauffähig.
Auch für Train Sim World 6 soll es wieder möglich sein, mittels kostenlosem Starter-Pack auf die neueste Version upzugraden.
Bislang sind die Programmversionen
- Train Sim World: CSX Heavy Haul (erschienen am 16. März 2017)
- Train Sim World 2020
- Train Sim World 2[2]
- Train Sim World 3 (erschienen am 8. September 2022)
- Train Sim World 4 (erschienen am 26. September 2023)[3]
- Train Sim World 5 (erschienen am 17. September 2024)[4]
- Train Sim World 6 (angekündigt für Ende 2025)[5]

erschienen.

## 3rd Party Programm
Inhalte für den Train Sim World werden nicht nur von Dovetail Games selbst produziert. Dovetail fungiert auch als Publisher für andere Entwicklerstudios, die Inhalte für den TSW bauen. Diese Studios werden auch als 3rd Party bezeichnet. Zu diesen 3rd Parties gehören (Stand: Juni 2024):
- Rivet Games
  - veröffentlichte DLCs: DB BR 204 Add-On, Isle Of Wight: Ryde - Shanklin Route Add-On, West Cornwall Local: Penzance - St Austell & St Ives Route Add-On, West Cornwall Steam Railtour Add-On, London Underground 1938 Stock EMU Loco Add-On, ScotRail Express: Edinburgh - Glasgow Route Add-On, Edinburgh - Glasgow: Engineering Express Pack, Island Line 2022: BR Class 484 EMU Add-On, S-Bahn Zentralschweiz: Luzern - Sursee Route Add-On, Arosalinie: Chur - Arosa Route Add-On, RhB Arosa Aggregates Pack, Fife Circle Line: Edinburgh - Markinch via Dunfermline & Kirkcaldy Route Add-On, Berninalinie: Tirano - Ospizio Bernina Route Add-On
- Skyhook Games 
  - veröffentlichte DLCs: Cargo Line Vol. 1 - Petroleum, Cargo Line Vol. 2 - Aggregates, Cargo Line Vol. 3 - Intermodal, Cargo Line Vol. 4 - Military, Horseshoe Curve: Altoona - Johnstown & South Fork Route Add-On, Cane Creek: Thompson - Potash Route Add-On, Midland Main Line: Leicester - Derby & Nottingham Route Add-On, Norfolk Southern Heritage Livery Collection Add-On, DB BR 187 Loco Add-On
- IncredibleTrains
- SimTrack
- Luminaries
- Alan Thomson Sim
- JustTrains
- RailTraction
- Train-Motion
- TrainSimGermany
  - veröffentlichte DLCs: DB G6 Diesel Shunter Add-On, Niddertalbahn: Bad Vilbel - Stockheim Route Add-On, DB BR 218 Diesel Loco Add-On, Expert DB BR 101 & IC Steuerwagen Loco Add-On, Mittenwaldbahn: Innsbruck - Garmisch-Partenkirchen Route Add-On, BR 194 & E94 Railtour Pack
- Union Workshop
- Ticket to the North
- Halycon Media
- RSSLO

Nicht jedes dieser Studios hat bisher eigenständig DLCs veröffentlicht. Allerdings wurden sie offiziell von Dovetail Games in der Roadmap vom Februar 2024 angekündigt.

## Kritik
Kritisiert wird die DLC-Politik des Unternehmens Dovetail Games, das zusammen mit Partnerfirmen kostenpflichtige Erweiterungen für Train Sim World zur Verfügung stellt.
Alle Bahnstrecken und Lokomotiven (DLCs) kosten mit dem Release von Train Sim World 5 insgesamt 2527,20 € auf der Plattform Steam (Stand November 2024).
Alle im Vorgängertitel Train Sim World 4 erworbenen DLCs können in Train Sim World 5 gespielt werden, ohne diese neu erwerben zu müssen. Der Bestand an DLCs wird laufend erweitert.
Das Preis-Leistungs-Verhältnis sei angesichts von Umfang, Qualität und enthaltener Fehler der Erweiterungen schlecht. Programmfehler werden zum Teil nur verzögert oder gar nicht behoben. Ebenso wird das laufende Erscheinen neuer kostenpflichtiger Programmversionen angesichts des geringen Umfangs der Weiterentwicklungen kritisiert.
Beim Wechsel vom Vorgängerprodukt Train Simulator auf Train Sim World 2020 wurde kein Nachlass gewährt. Sämtliche Inhalte mussten neu erworben werden.
Inzwischen kritisieren Nutzer z. B. auf Steam die aggressive Verkaufpolitik, jedes Jahr eine neue kostenpflichtige Programmversion zu veröffentlichen, ohne zuvor die Fehler der Vorversionen behoben zu haben. Die vorherige Version wird aus dem Verkauf genommen und veraltet zügig durch z. B. fehlende Wartung und damit verbundene Missachtung deutscher Gesetzgebung. Neue Bahnstrecken, Lokomotiven (DLCs) werden nur für die neue Version angeboten, sodass ein kostenpflichtes Upgrade für aktive Kunden unvermeidbar ist. Alte Bahnstrecken, Lokomotiven (DLCs) werden jedoch kostenlos in die neue Version übernommen, sind also kompatibel. Neue Version bedeutet jedoch eine vollständige Neuinstallation inklusive aller DLCs, die Stand 2023 etwa 200 GB umfasst.